# MDBA Mica
MDBA Mica (sigla de Missele d’Interception de Conbat et D’autodefense, em português Míssil de Interceptação Combate e Autodefesa) é o míssil BVR que é utilizado juntamente com o radar RDY do traço cinco, que proporciona aos caças equipados com este míssil abater os oponentes sem que precise acompanhá-los com o radar. Fire and forget é a denominação desta tecnologia. Esse míssil é capaz de prover as capacidades de combate BVR (Beyond Visual Range, ou além do campo visual), com possibilidade de ser guiado por infravermelho ou ondas eletromagnéticas.
Foi desenvolvido a partir de 1982 pela Matra. Os primeiros testes ocorreram em 1991, e o míssil foi comissionado em 1996 para equipar o Rafale e  Mirage 2000. É um substituto tanto para o Super 530, no papel de interceptação, quanto para o  Magic II, no papel de dogfighting.
Em 11 de junho de 2007, um MICA lançado de um Rafale demonstrou com sucesso sua capacidade sobre o ombro ao destruir um alvo por trás da aeronave de lançamento. A meta foi designada por outra aeronave e as coordenadas foram transmitidas por Link 16.

## História
O míssil foi testado pela primeira vez no treinamento conhecido como TLP, um dos mais importantes da Europa, na ocasião ele foi instalado em dois miragens da base aérea de Djon, que em um Dog Fight contra aviões das mais variadas forças aéreas do continente, entre eles a Luftware, e a Força aérea Belga. Ao longo de doze exercícios, os franceses tinham obtido o incrível numero de quarenta aeronaves inimigas abatidas, com apenas uma perda.
Ele foi desenvolvido em duas versões uma com guiamento eletromagnético, o míssil tem a cabeça mais arredondada, e a de guiamento através de infravermelho.

## Capacidade
O novo equipamento traz a possibilidade de a Força Aérea Francesa monitorar mais de um avião em combate, o que aumenta a interação do piloto com o ambiente, a sua eficácia é de 75% , o que significa que uma esquadrilha de quinze aeronaves pode enfrentar até sessenta aviões inimigos com possibilidade de abater até quarenta e cinco aviões hostis.
O radar é de suma importância, pois com ele é possível acompanhar diversos alvos e identifica a prioridade de tiro. No primeiro momento de uma ação do mica o piloto recebe todos os dados referentes ao ambiente tático, caso o aviador não consiga o avião tem a capacidade de analisar o nível de ameaça de cada inimigo, após o lançamento dos mísseis o piloto pode deles se esquecer, pois os mísseis se auto guiarão através de um sistema inercial carregado em cada um.